# Igor Jesus
Igor Jesus Maciel da Cruz (* 25. února 2001), známý jako Igor Jesus, je brazilský fotbalista, který hraje jako útočník za klub Botafogo a brazilskou reprezentaci.

## Klubová kariéra
Za Coritiba Foot Ball Club debutoval jako střídající hráč dne 23. ledna 2019 v zápase Campeonato Paranaense proti klubu Maringá. Svůj první gól vstřelil ve stejné soutěži dne 30. ledna 2019 proti Athletico Paranaense. Dne 18. března 2019 podepsal s klubem novou smlouvu.
Dne 7. července 2024 se Igor Jesus po působení v zahraničí (Shabab Al Ahli) vrátil do Brazílie a podepsal smlouvu s Botafogem. 

## Reprezentační kariéra
V říjnu 2024 byl Igor Jesus poprvé povolán do seniorské reprezentace pro zápasy kvalifikace na mistrovství světa proti Chile a Peru.